# Estibaliz (prénom)
Pour les articles homonymes, voir Estibaliz.
Estibaliz, aussi orthographié Estíbaliz, est un prénom féminin d'origine basque,.

## Étymologie
Estibaliz vient probablement du latin aestivalis signifiant « estival », même si beaucoup veulent y voir le mot basque ezti (miel, douceur).
Ce prénom attesté à Bargoa en 1350 et à Labraza en 1366.

## Signification
Ce prénom signifie « douceur, miel » en basque (ezti signifiant « miel »).

## Diminutif
Les diminutifs d’Estibaliz sont « Tiba » et « Estitxu » mais l’hypocoristique « Esti », est le plus utilisé en pratique.

## Nom complet
Le nom complet est Nuestra Señora de Estíbaliz (en espagnol) ou Estibalizko Andre Maria (en basque) et est une invocation mariale (en espagnol, advocaciones marianas).

## Jour de la fête
Les Estibaliz sont fêtées le 12 septembre.

## Lieu de vénération
Un village porte le même nom dans la province d'Álava dans le Pays basque (Espagne). On y trouve un sanctuaire où vénérer Notre-Dame d'Estibaliz, patronne d'Álava.

## Prénoms apparentés
Toutes les variantes sont des prénoms féminins basques :
- (f) Estibalitz
- (f) Estibariz
- (f) Estivaliz
- (f) Estebaniz
- (f) Eztitxu
- (f) Ezti

## Personnalités portant le nom Estibaliz
- Estíbaliz Espinosa (es), une poétesse espagnole
- Estíbaliz Gabilondo, une actrice et journaliste espagnole
- Estíbaliz Martínez, une gymnaste rythmique espagnole
- Estíbaliz Pereira (en), Miss Espagne 2009
- Estíbaliz Uranga (en), une chanteuse espagnole, membre du groupe Sergio y Estíbaliz
- Estíbaliz Urrutia (en), une coureuse de longue-distance espagnole spécialiste du 5000 mètres